# ローカルランク
ローカルランク(Local Rank)とは、外交官が儀礼上、本来の官職よりも高い職位を称することをいう。

## 外交におけるローカルランクとは
ローカルランクとは、外交官が駐在する外国に対する非礼となることを避けるため、一定の期間、公式に実際の官職よりも高い職位を称すること、またはその制度をいう。通常は、相手国に駐在する期間を通じて本来の職位より1つだけ高い職位を称する(例：三等書記官→二等書記官)が、欧州の小国などでは、特定の会合又は特定の期間に限って、例外的に2つないし4つ高い職位を称することを認めている事例がある（例：EU加盟国の小国が、議長国期間中に三等書記官である者に、他国の担当者との横並びを踏まえて参事官の名称を与えている例がある）。ローカルランクを許された場合、外交官はそのローカルランクが記載された外交官パスポートを持つ。
例として、参事官（英: counsellor）の公の名称を用いる者のうち、特に対外的に「公使」のローカルランクを名乗ることを許された者を「名称公使」又は「公使参事官」という。ただしローカルランクを使用できるのは対外的なものであり、部内では通常のランクを使用する。

## 日本における事例
2007年、世田谷区議会議員選挙においてトップ当選した元外務省職員、森学が正規の職位では三等書記官であったにもかかわらず、公報に職歴として「在ルクセンブルク日本大使館　一等書記官」と記載し、当選後、経歴詐称ではないかと指摘された際、「ローカルランクで一等書記官と名乗ることを許されていた」と弁明したことから（実際のローカルランクは二等書記官だった）、この制度の存在が広く世に知られることとなった。日本の場合、諸外国と比べて外交官の昇任が遅く、それがローカルランクを使用する一因にもなっている。
歴史を紐解けば、日本では、古くは平安時代に、外交使節を任じる際、その任期中に限り、実際の官位よりも高い位を授ける借位という制度があった。